# Stato Landi
Il cosiddetto Stato Landi prese il nome dall'omonima famiglia che lo amministrò e comprendeva il marchesato di Bardi, il principato di Borgotaro, la contea di Compiano e la baronia di Pieve di Bedonia.

## Qualificazione feudale
I topografi seicenteschi individuavano nelle mappe con questo nome quella parte Nord-Ovest dell'Appennino che includeva le vallate del Ceno e del Taro.
La famiglia piacentina Landi resse questi territori dal 1257 al 1682: nel 1551 l'imperatore Carlo V li annoverò tra i feudi imperiali mediati e gli statuti del 1599 li definirono formalmente "Stato dei feudi imperiali Landi".
Andrea III Doria Landi, erede della principessa Maria Polissena, ultima della stirpe, cedette, nel 1682, i principati al duca di Parma e Piacenza Ranuccio II Farnese in cambio di 124.714 ducatoni.
L'insieme dei feudi appartenenti alla medesima dinastia furono altresì ricordati nel suddetto modo anche nei casi dello Stato Pallavicino (Busseto e Cortemaggiore), Stato Rossi, Stato Borromeo e Stato Fieschi.

## Storia

Grande stemma della Casata Landi

Le prime terre che poi costituiranno il nucleo originario dello Stato Landi appartenevano alla diocesi di Piacenza: se ne impadronirono i Pallavicino nel 1251. Sei anni più tardi, il 19 marzo, il ghibellino Ubertino Landi (discendente da Simone, vivente nel 1207) prese possesso del feudo che, assai ampliato, fu governato dai suoi eredi per 425 anni. Nel 1312 l'imperatore Enrico VII di Lussemburgo lo investì di Borgotaro, Bardi e Compiano.
Il Landi restaurò e fortificò i castelli di Bardi e di Compiano eleggendoli residenze della stirpe: alle due rocche verrà assegnata, in seguito, una destinazione non più solo militare, ma gentilizia. Un altro maniero, abitato da un ulteriore ramo della famiglia fu quello di Rivalta, ancora oggi sontuoso e abitato.
L'ampia estensione territoriale includeva anche i castelli di Golaso, Varsi, Fornovo e Castelcorniglio della famiglia comitale dei Rugarli poi infeudata anche a Compiano dall'imperatore Rodolfo II.
Nel 1381 il duca di Milano Gian Galeazzo Visconti approvò la piena autonomia dei territori di Ubertino II e, dopo una parentesi viscontea dal 1429 al 1448, nel 1551 l'imperatore e re di Spagna Carlo V concesse ad Agostino Landi il rango di marchese di Bardi (22 ottobre), principe del Sacro Romano Impero e di Borgotaro. Suo figlio Manfredo erediterà dalla madre Giulia la contea di Compiano e la baronia della Pieve.
Il sovrano asburgico accordò pure la facolta di coniare moneta e, nel periodo 1590-1630, le zecche di Bardi e di Compiano svolsero un'intensa attività sotto il governo di Federico. Questi riuscì ad opporsi ai propositi espansionistici dei Farnese duchi di Parma, abbellì la fortezza di Bardi e curò gli interessi dei sudditi e dello Stato: il re spagnolo Filippo III lo nominò cavaliere del Toson d'oro, una delle più ambite onorificenze dell'epoca. Non avendo avuto eredi maschi dalla moglie Placidia Spinola, nel 1627, l'imperatore Ferdinando II d'Asburgo diede l'autorizzazione alla successione della figlia Maria Polissena.
 Costei, ultima della stirpe, sposò Giovanni Andrea II Doria, principe di Melfi, marchese di Torriglia e conte di Loano. La principessa contribuì ad impreziosire il castello, soprattutto con la realizzazione di una ricca biblioteca: morì il 26 febbraio 1679 a Genova, ma fu sepolta, secondo la sua volontà, nella cripta dei Doria del convento di Monte Carmelo a Loano.
Il successore Andrea III Doria Landi vendette, nel 1682, lo Stato Landi ai Farnese, per cui esso seguirà il destino del ducato di Parma e Piacenza, caratterizzato da una decadenza artistica e sociale.

## Sovrani dello Stato Landi (1312-1682)[12]
| Titolo            | Nome                              | Periodo     | Consorte e note |
| Signore           | Ubertino I Landi                  | 1312 - 1314 | Caterina Beccaria; signore di Bardi, Borgotaro e Compiano |
| Signore           | Manfredo I                        | 1314 - 1341 | Sofia Landi |
| Signore           | Ubertino II                       | 1341 - 1405 | Beatrice Landi |
| Conte             | Galvano                           | 1405 - 1429 | Costanza Zanardi Landi, Margherita Malaspina; primo conte di Bardi, investito da Filippo Maria Visconti; 1429-1448, confisca dei feudi da parte dei duchi di Milano |
| Conte             | Manfredo II                       | 1448 - 1488 | Margherita Anguissola, Antonia Fieschi; primo conte di Borgotaro |
| Conte             | Federico (I)                      | 1488 - 1516 | Caterina Pallavicino; governò con i fratelli Pompeo e Corrado |
| Conte             | Claudio (I)                       | 1516 - 1536 | Beatrice Pallavicino, Eleonora Pico di Concordia |
| Marchese Principe | Agostino I                        | 1536 - 1555 | Giulia Landi, signora di Compiano; primo principe di Borgotaro e del S. R. I., primo marchese di Bardi                                                              |
| Principe          | Manfredo I                        | 1555 - 1563 | Giovanna Fernández de Cordoba y Aragon; primo conte di Compiano e barone della Pieve                                                                                |
| Principe          | Claudio (II)                      | 1563 - 1589 | Giovanna Fernández de Cordoba y Aragon |
| Principe          | Federico (II)                     | 1589 - 1661 | Placidia Spinola |
| Principessa       | Maria Polissena                   | 1661 - 1679 | Giovanni Andrea II Doria, principe di Melfi; ultima dei Landi |
| Principe          | Giovanni Andrea (III) Doria Landi | 1679 - 1682 | Anna Pamphili; nipote di Maria Polissena, vendette i feudi della nonna ai Farnese                                                                                   |

## Galleria d'immagini

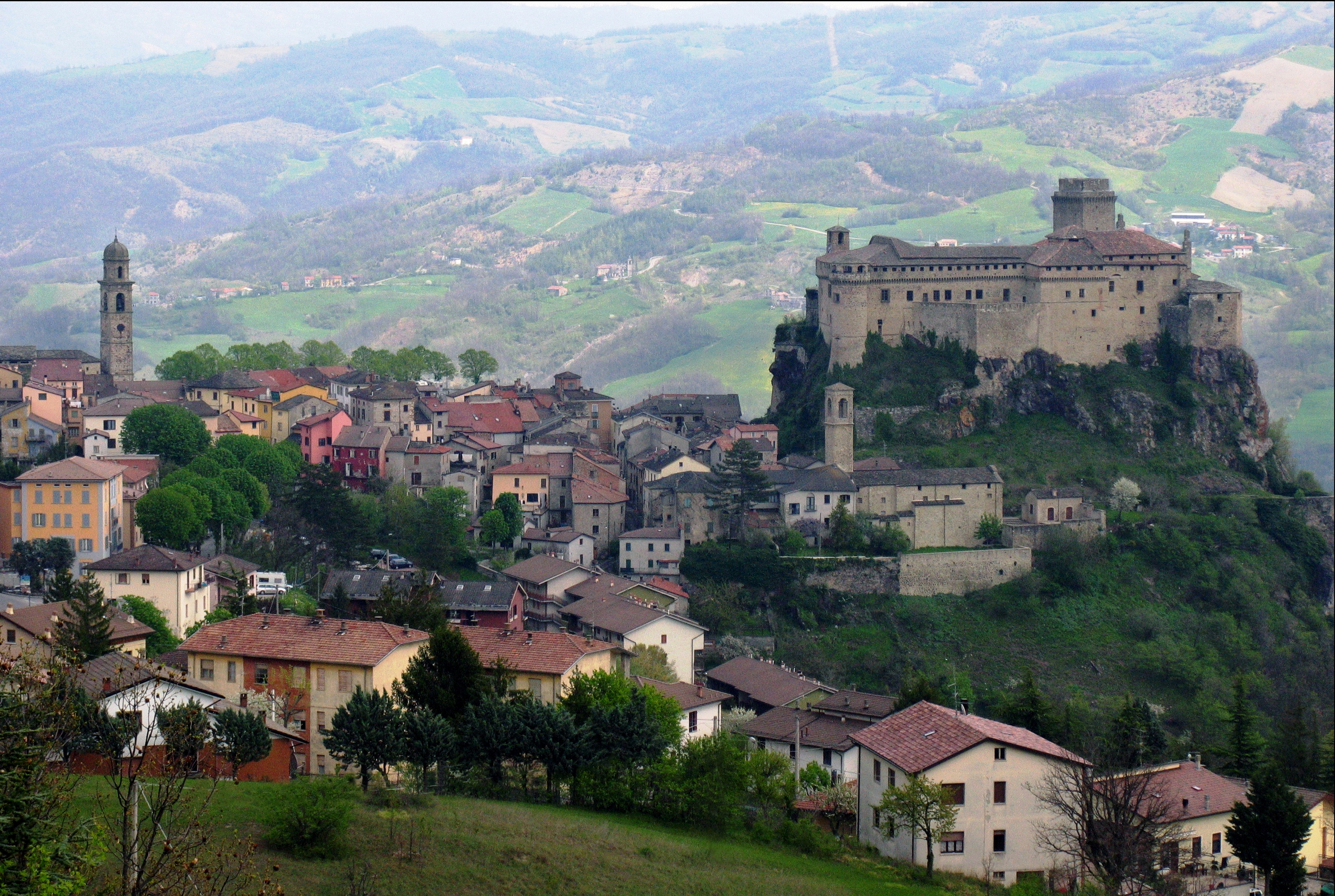
Il borgo e il castello di Bardi
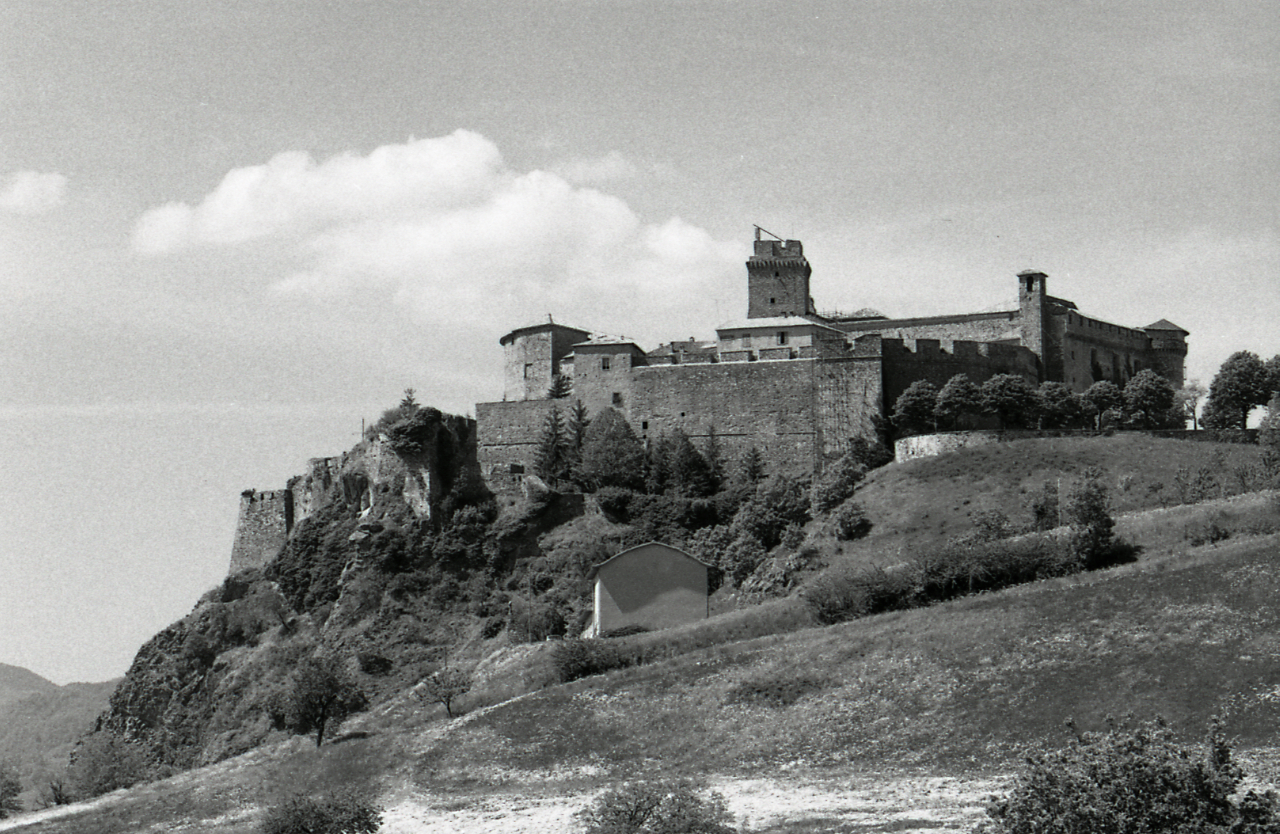
Il castello di Bardi (Paolo Monti, 1976)
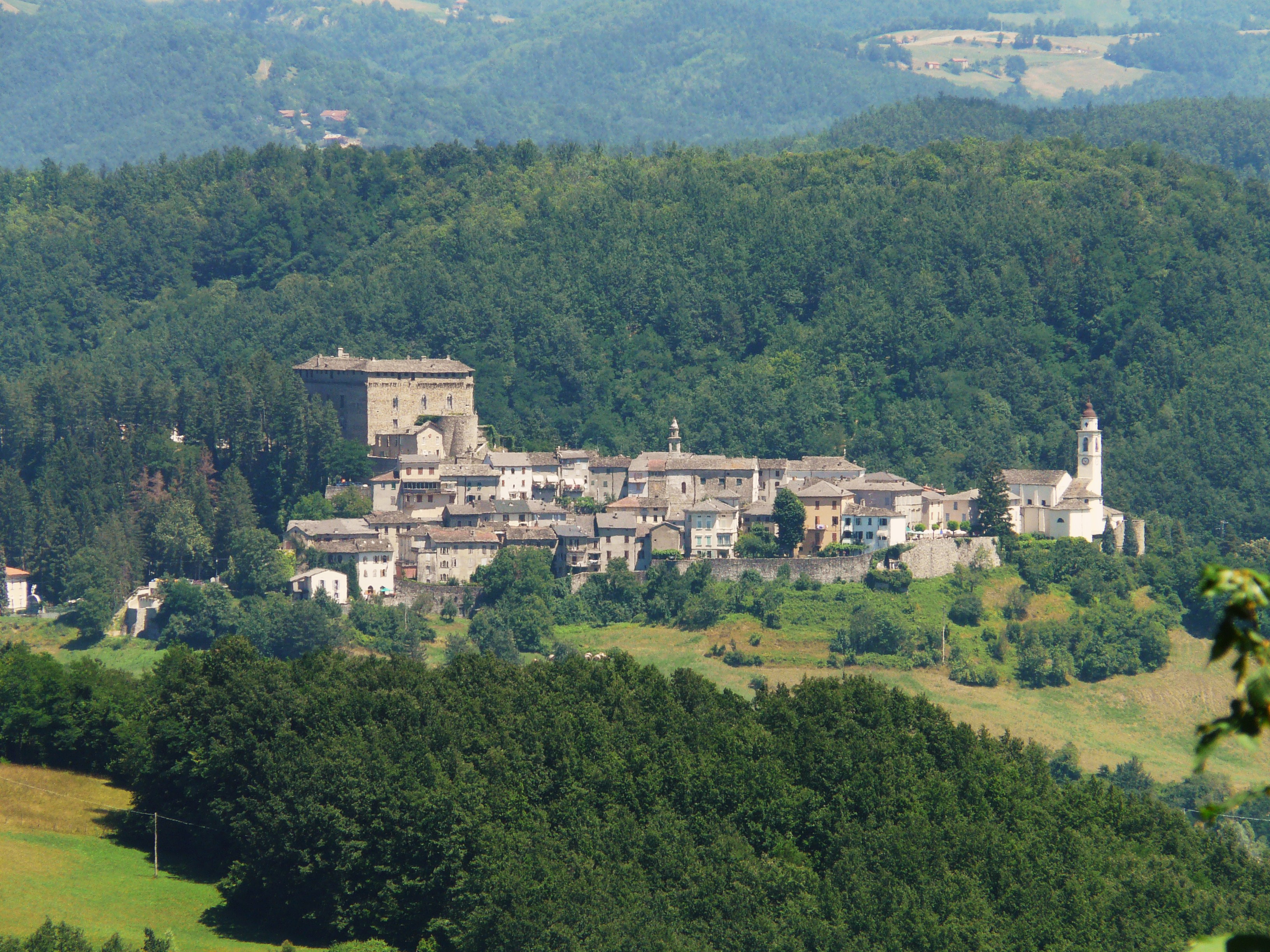
Il borgo e il castello di Compiano
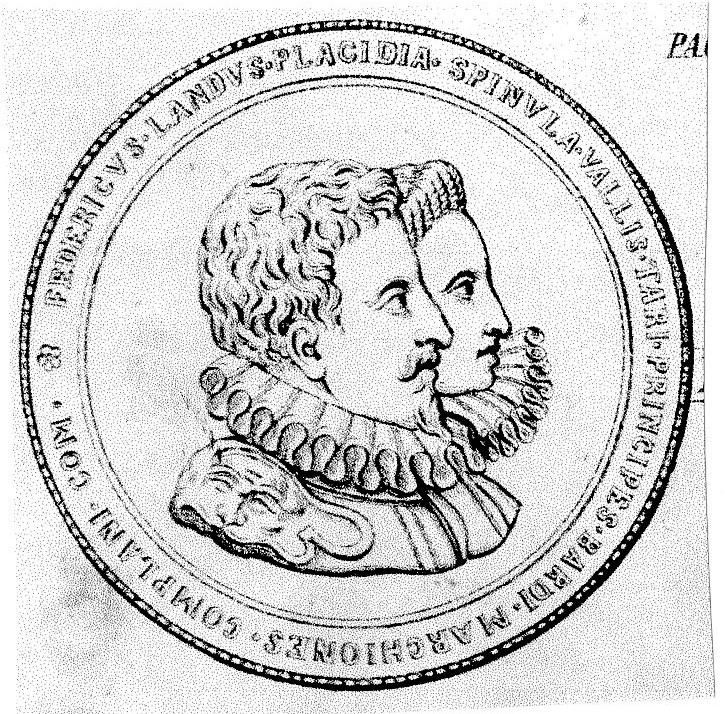
Moneta di Federico Landi e Placidia (1599)